# Lady Marian
Lady Marian (på engelsk Maid Marian) er heltinden i Robin Hood-legenden i den engelske folklore, og hun er ofte hans partner eller kærlighedsinteresse. Hun bliver ikke nævnte i de tidligere middelalderlige versioner af legenden, men men hun medvirker i mindst to skuespil fra omkring år 1600. Hendes historie og fortid er sløret, men hun krævede stor respekt blandt Robin Hoods folk for sit mod og uafhængighed, samt for sin skønhed og loyalitet. Hun bliver ofte hyldet af feminister som en tidlig stærk kvindelig karkater i den engelske litteratur.
Karakteren har medvirket i en lang række film og tv, og hun er blevet spillet af bl.a. Bernadette O'Farrell, Uma Thurman, Kate Moss, Enid Bennett, Olivia de Havilland, Cate Blanchett, Sabrina Bartlett, Monica Evans, Mary Elizabeth Mastrantonio, Amy Yasbeck og Eve Hewson.